# Dolok Sibualbuali
Dolok Sibualbuali är ett berg i Indonesien.   Det ligger i provinsen Sumatera Utara, i den västra delen av landet, 1 200 km nordväst om huvudstaden Jakarta. Toppen på Dolok Sibualbuali är 1 819 meter över havet, eller 813 meter över den omgivande terrängen. Bredden vid basen är 13,3 km.
Terrängen runt Dolok Sibualbuali är huvudsakligen kuperad, men åt nordväst är den bergig. Runt Dolok Sibualbuali är det ganska tätbefolkat, med 52 invånare per kvadratkilometer. Närmaste större samhälle är Padangsidempuan, 19,7 km söder om Dolok Sibualbuali. I omgivningarna runt Dolok Sibualbuali växer i huvudsak städsegrön lövskog.